# Adobo

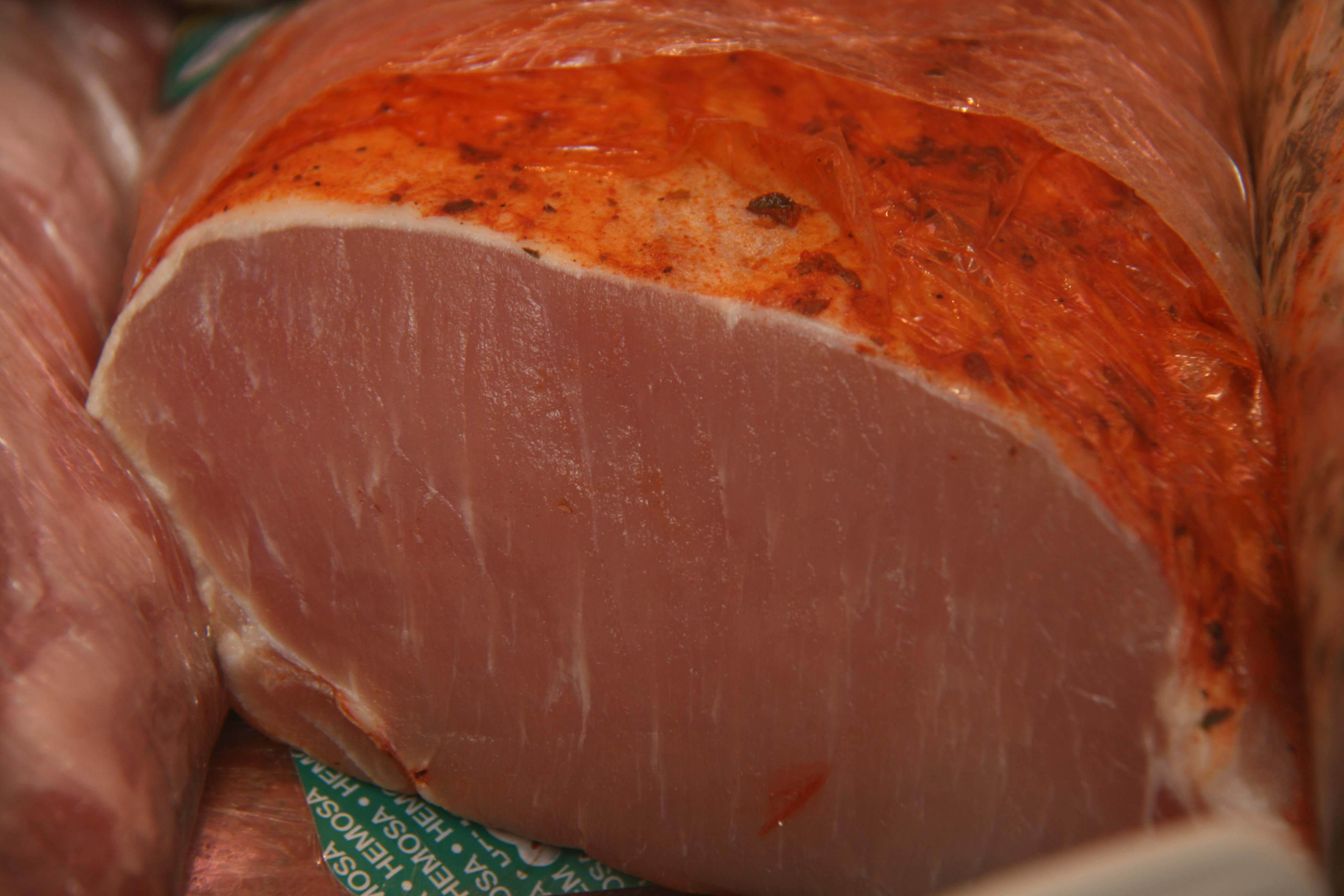
Lomo en adobo, longe de porc mariné dans l'adobo.

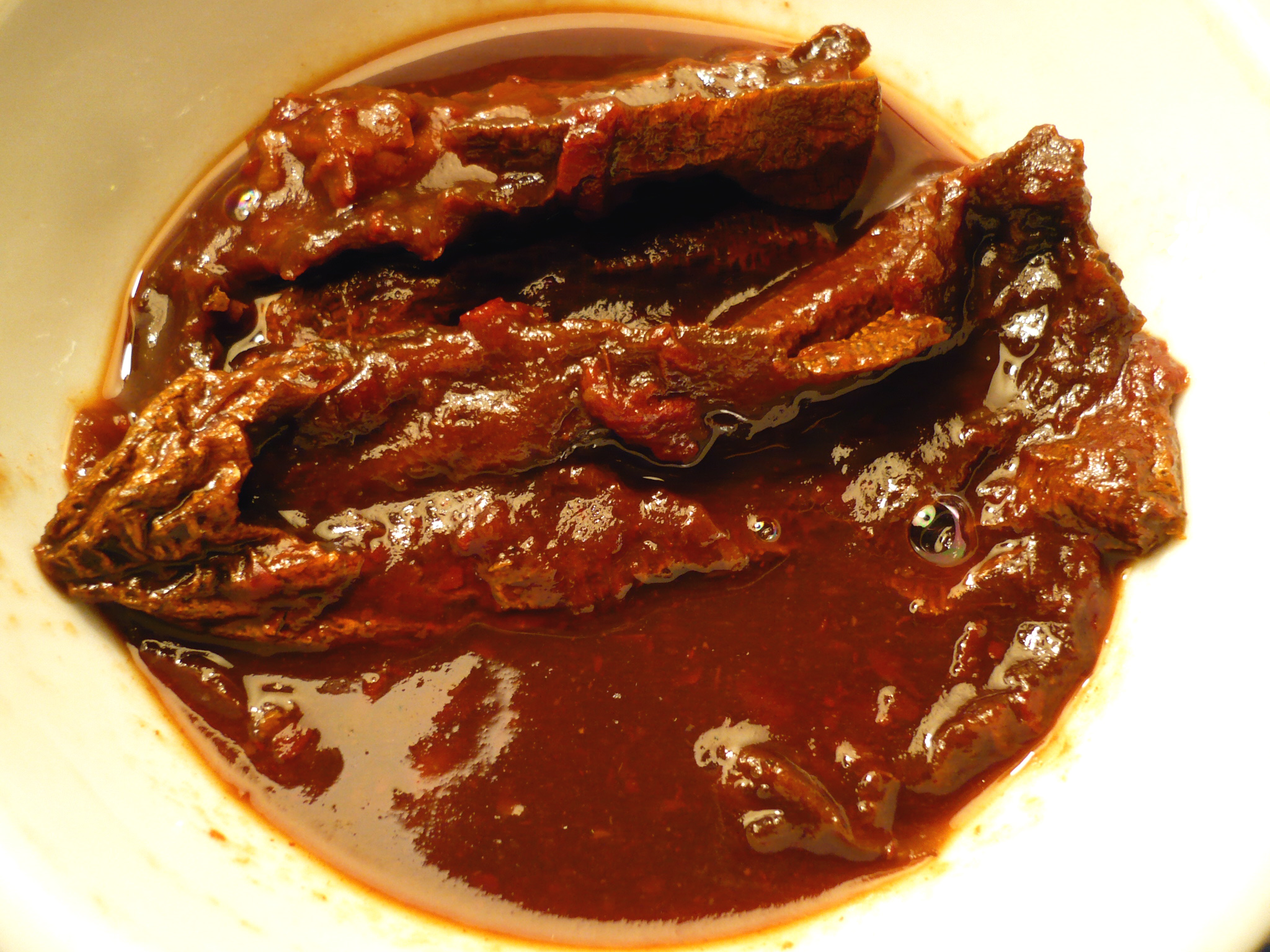
Chipotles en adobo, jalepeños mûrs fumés dans l'adobo.

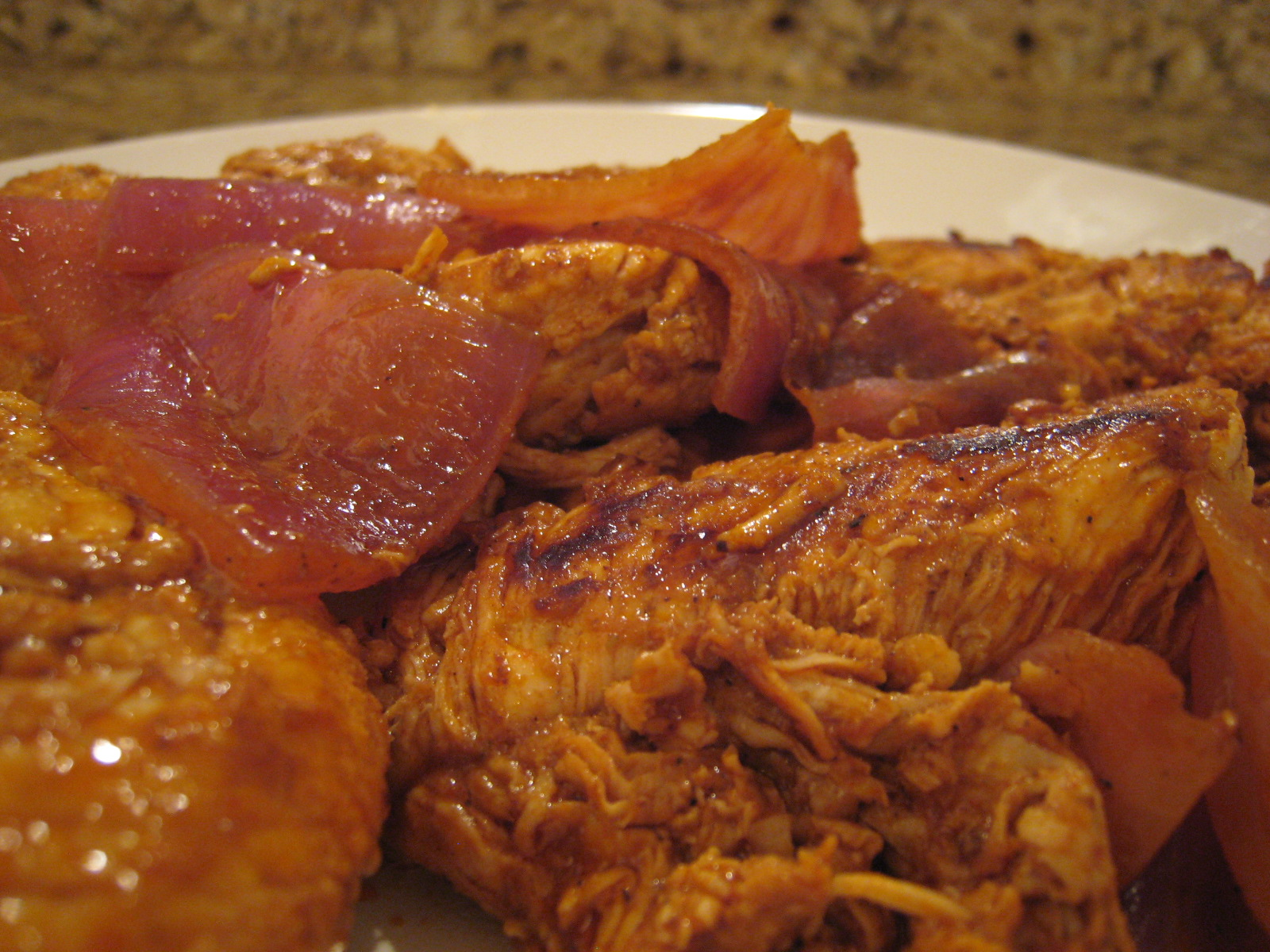
Poulet adobo péruvien préparé à partir daji panca séchés (piments lanterne-jaune, Capsicum chinense).

Pour le plat philippin, voir Adobo philippin.
L'adobo (en espagnol : marinade, sauce, ou assaisonnement) ou adobar (mariner) est une technique culinaire qui consiste à immerger des aliments crus dans un bouillon (ou une sauce) de paprika, d'origan, de sel, d'ail et de vinaigre pour conserver et améliorer ses saveurs. La variante portugaise est connue sous le nom carne de vinha d'alhos (en) (voir aussi vindaloo).
Cette pratique est originaire de la péninsule ibérique, des cuisines espagnole et portugaise. Elle a été largement adoptée en Amérique latine et d'autres colonies espagnoles et portugaises, notamment aux Açores et à Madère.
Aux Philippines, le nom d'adobo a été donné par les colonisateurs espagnols à une méthode de cuisson indigène qui utilise aussi du vinaigre, qui, bien que similaire en apparence, s'est développée indépendamment de l'influence espagnole,,.

## Caractéristiques
Dans l'Antiquité, la viande et le poisson étaient difficiles à conserver. Les températures froides facilitaient la conservation de la nourriture, mais la météo n'apportait pas souvent des températures idéales suffisamment basses. Alors, il était nécessaire d'utiliser d'autres techniques, telles que lʼadobo. Les animaux étaient généralement mis à mort durant les mois les plus froids de l'hiver et le surplus de viande devait être conservé jusqu'aux mois plus chauds. Cela était rendu plus simple par l'utilisation dʼadobos (marinades) contenant du paprika (une substance aux propriétés anti-bactériennes). Le paprika donne une couleur rouge aux adobos et dans le même temps, la capsaïcine contenue dans le paprika permet aux graisses de se dissoudre, permettant à la marinade d'atteindre des parties plus profondes de la chair.

## Applications
L'adobo était utilisé initialement comme méthode de conservation, mais avec le temps — et l'avancée des méthodes de réfrigération —, on l'utilisa principalement pour assaisonner les aliments avant cuisson. Des préparations traditionnelles furent créées telles que le cazón en adobo (confectionné à partir de milandre et originaire de Cadix) ; berenjenas de Almagro (aubergine d'Almagro, de l'aubergine marinée caractéristique de la cuisine manchega de la région espagnole de Castille-La Manche, et en particulier de la ville d'Almagro dans la province de Ciudad Real) ; et lomo en adobo (de la longe de bœuf ou de porc en marinade).

## Variantes
Le nom adobo désigne une marinade ou un mélange d'assaisonnement. Les recettes varient grandement d'une région à l'autre : l'adobo portoricain, un mélange à appliquer principalement sur les viandes, diffère grandement de la variante mexicaine. La viande marinée ou assaisonnée avec un adobo est appelée adobado ou adobada.
Adobo a un lien avec certains plats marinés tels que chipotles en adobo dans lequel des chipotles (des piments jalapeño mûrs fumés) sont mis à mijoter dans une sauce avec des tomates, de l'ail, du vinaigre, du sel et des épices. Les épices varient mais incluent généralement plusieurs types de piments (en plus des chipotles et ceux que l'on a à portée de main), du cumin moulu, de l'origan séché. Certaines recettes incluent du jus d'orange, de citron ou de lime. On ajoute souvent une pincée de sucre roux pour équilibrer toute acidité.

### Puerto Rico
Lʼadobo à la portoricaine est un sel assaisonné qui est généreusement saupoudré et frotté sur les viandes et les fruits de mer avant de les griller, de les sauter ou de les frire. Les supermarchés vendent des mélanges déjà préparés. Il y a deux types dʼadobo sur l'île. Une pâte, appelée adobo mojado, composée d'ail écrasé, d'huile d'olive, de sel, de poivre noir, d'oregano brujo séché ou frais, du jus de citron ou de vinaigre ou d'un mélange des deux. Lʼadobo seco, un mélange en poudre, est plus largement utilisé sur l'île. Il est plus facile à préparer et a une plus longue durée de conservation. Lʼadobo seco est constitué de poudre d'ail et d'oignon, de sel, de poivre noir, d'oregano brujo séché et parfois de zeste de citron séché.

### Pérou
Lʼadobo est un plat typique de la cuisine péruvienne, en particulier de la région d'Arequipa. C'est un plat de porc mariné dans des épices et des légumes et qui est cuit dans un pot en terre jusqu'à devenir très tendre. Il est servi avec du pain que l'on peut tremper dans la sauce.

### Philippines

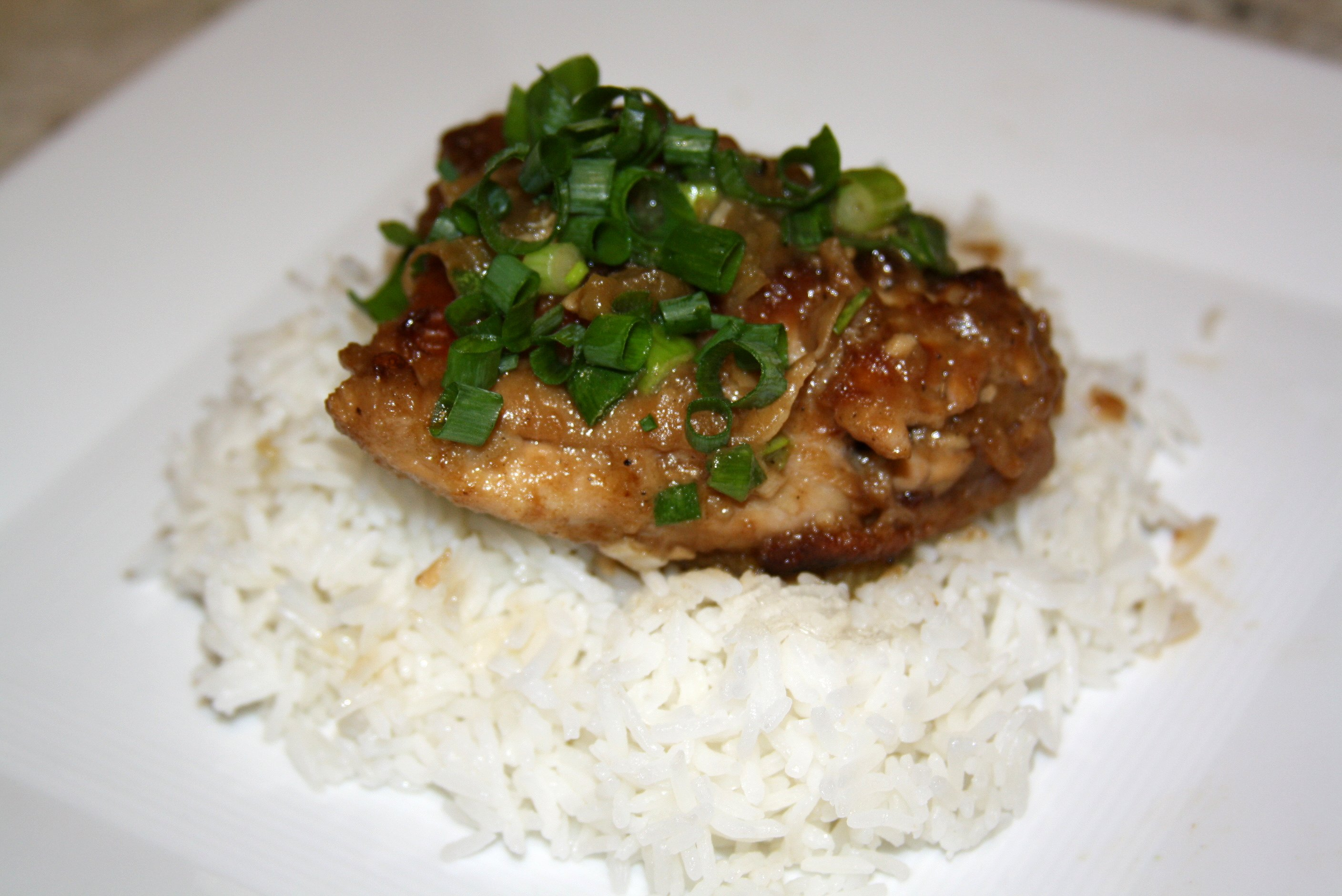
Adobong manok philippin.

Dans la cuisine des Philippines, lʼadobo désigne une méthode de cuisson commune indigène des Philippines. Quand les Espagnols ont commencé à explorer les Philippines à la fin du XVIe siècle, ils y ont découvert une méthode de cuisson consistant à laisser mijoter des aliments dans du vinaigre. Les Espagnols l'ont baptisé adobo, à cause la légère ressemblance avec lʼadobo espagnol. Lʼadobo philippin est une méthode de préparation de la nourriture totalement différente et est distincte de la marinade espagnole,,.